# 330640 Yangxuejun
330640 Yangxuejun è un asteroide della fascia principale. Scoperto nel 2008, presenta un'orbita caratterizzata da un semiasse maggiore pari a 2,3776260 au e da un'eccentricità di 0,1469909, inclinata di 0,29652° rispetto all'eclittica.
Prende nome da Yang Xuejun, noto per aver progettato la prima architettura eterogenea CPU-GPU al mondo e per aver sviluppato il sistema informatico ad alte prestazioni Tianhe.